# Брантом
Брантом (фр. Brantôme) насеље је и општина у југозападној Француској у региону Аквитанија, у департману Дордоња која припада префектури Периже.
По подацима из 2011. године у општини је живело 2166 становника, а густина насељености је износила 62,51 становника/km². Општина се простире на површини од 34,65 km². Налази се на средњој надморској висини од 103 метара (максималној 208 m, а минималној 94 m).

## Демографија
| 1962. | 1968. | 1975. | 1982. | 1990. | 1999. | 2011. |
| ----- | ----- | ----- | ----- | ----- | ----- | ----- |
| 1.966 | 1.991 | 2.026 | 2.101 | 2.080 | 2.043 | 2.166 |

График промене броја становника у току последњих година